# Stenaoplus ornatitarsis
Stenaoplus ornatitarsis är en stekelart som först beskrevs av Cameron 1904.  Stenaoplus ornatitarsis ingår i släktet Stenaoplus och familjen brokparasitsteklar. Inga underarter finns listade i Catalogue of Life.